# Pseudoscopelus sagamianus
Pseudoscopelus sagamianus és una espècie de peix de la família dels quiasmodòntids i de l'ordre dels perciformes.

## Descripció
Fa 21,5 cm de llargària màxima.

## Alimentació
El seu nivell tròfic és de 3.

## Hàbitat i distribució geogràfica
És un peix marí i batipelàgic (entre 200 i 1.700 m de fondària), el qual viu a la conca Indo-Pacífica (entre 35°N-40°S i 114°E-132°W): des del Japó fins a Indonèsia i Nova Zelanda.

## Observacions
És inofensiu per als humans i el seu índex de vulnerabilitat és de baix a moderat (33 de 100).